# Площа Івана Франка (Київ)
У Вікіпедії є статті про інші площі з назвою Площа Івана Франка
Пло́ща Іва́на Франка́ — площа у Печерському районі міста Києва, місцевість Садиба Мерінга. Розташована між вулицями Архітектора Городецького, Ольгинською і Богдана Ступки. Кам'яні сходи сполучують площу з розташованою на вищому рівні по рельєфу вулицею Банковою.

## Історія
Площа запроєктована в 1895–1896 роки під назвою Миколаївська (на честь царя Миколи II), обладнана у 1897–1898 роки на місці засипаного ставка в колишній садибі професора Київського університету Ф. Ф. Мерінга.
У 1896–1898 роках на новій площі було споруджено будинок театру, в якому виступала російська драматична трупа, заснована Миколою Соловцовим. Після його смерті у 1902 році театр отримав назву «Соловцов».
У 1900 році органи міського благоустрою розбили посеред площі сквер з типовим фонтаном. У приватній забудові навколо площі виділялася садиба з південного боку, що належала міському голові Іполитові Дьякову. У 1897 році тут було зведено чотириповерховий прибутковий будинок, прикрашений баштами (архітектор М. Добачевський), в якому деякий час містився готель «Бристоль», а потім чоловіча гімназія. Ліворуч від нього на замовлення того ж Дьякова у 1910 році спорудили шестиповерховий прибутковий дім у неокласичних формах. У 1941 році обидва будинки постраждали від вибуху та пожежі; перший було відновлено з надбудовою та використано як офіс «Київенерго», другий розібрано.
З 1919 року — площа Спартака, на честь Спартака — гладіатора і вождя найбільшого у Римській імперії повстання рабів.
У книзі Дмитра Малакова «Київ. 1939–1945. Post scriptum: фотоальбом» вміщено фотографію 1943 року, начебто під час нацистської окупації Києва 1941–1943 років площа мала назву фон Шлейфер (нім. Von Schleifer Platz). Однак нині за рядом ознак історики вважають це фото радянською пропагандистською фальшивкою.
З 1944 року — площа Франка, на честь Івана Франка. Пізніше назва була уточнена — площа Івана Франка.
На площі розташований Національний академічний драматичний театр імені Івана Франка (цей колектив займає колишнє приміщення театру «Соловцов» з 1926 року).
Тут споруджено монументи: на місці втраченого будинку Дьякова — пам'ятник Іванові Франку (відкрито 1956 року, скульптори О. О. Супрун і А. Ю. Білостоцький, архітектор М. К. Іванченко), у сквері по центру площі — пам'ятники українським акторам Миколі Яковченку і Гнатові Юрі (скульптори Володимир та Олексій Чепелики), біля входу до камерної сцени — пам'ятну скульптуру режисера Сергія Данченка (скульптори Володимир та Олексій Чепелики).
У 2005 році перед будинком «Київенерго» було встановлено реставровану споруду трансформаторної підстанції початку XX століття. Вона стала своєрідним пам'ятним знаком на честь 115-річчя створення міської електричної мережі та 75-ї річниці заснування «Київенерго».

## Видатні особи, пов'язані з площею Івана Франка
У будинку № 5 з 1911 року діяла чоловіча гімназія «Групи батьків» (з 1915 року — 8-ма гімназія), реорганізована на початку 1920-х років у трудову школу. Учнем гімназії з 1914 по 1919 рік був Сергій (Серж) Лифар, видатний танцівник. На його честь на будівлі встановлено меморіальну дошку. В трудовій школі № 79, яка потім тут містилася, у 1925–1928 роках викладав фізику майбутній президент АН СРСР А. П. Александров, навчався ще один майбутній президент АН УРСР Б. Є. Патон.

## Зображення

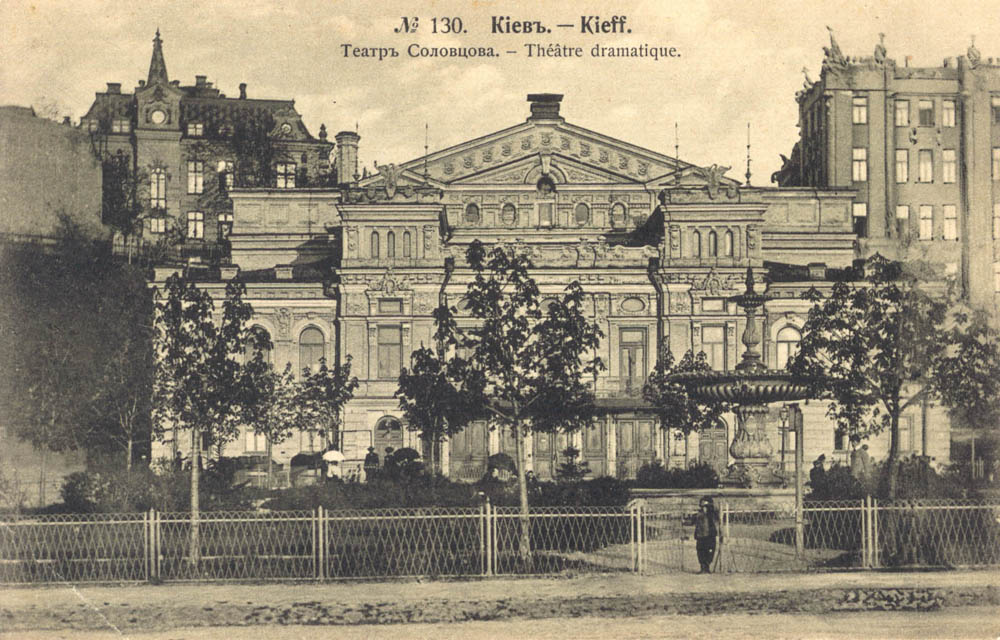
Театр «Соловцов» і сквер на Миколаївській площі, початок ХХ століття
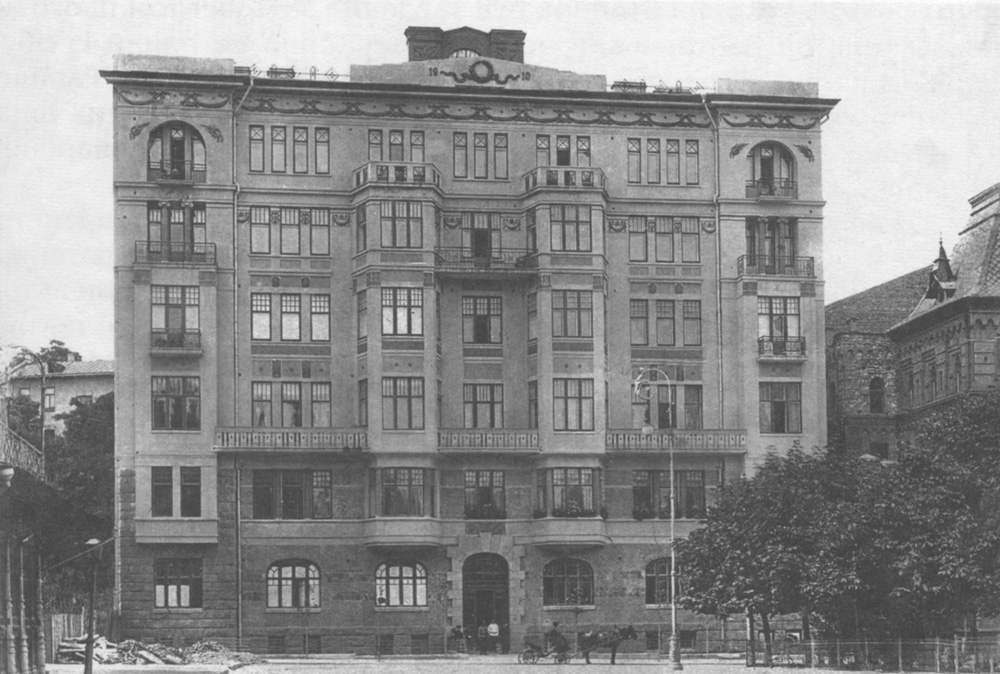
6-поверховий будинок І. Дьякова на Миколаївській площі, 1910-і роки
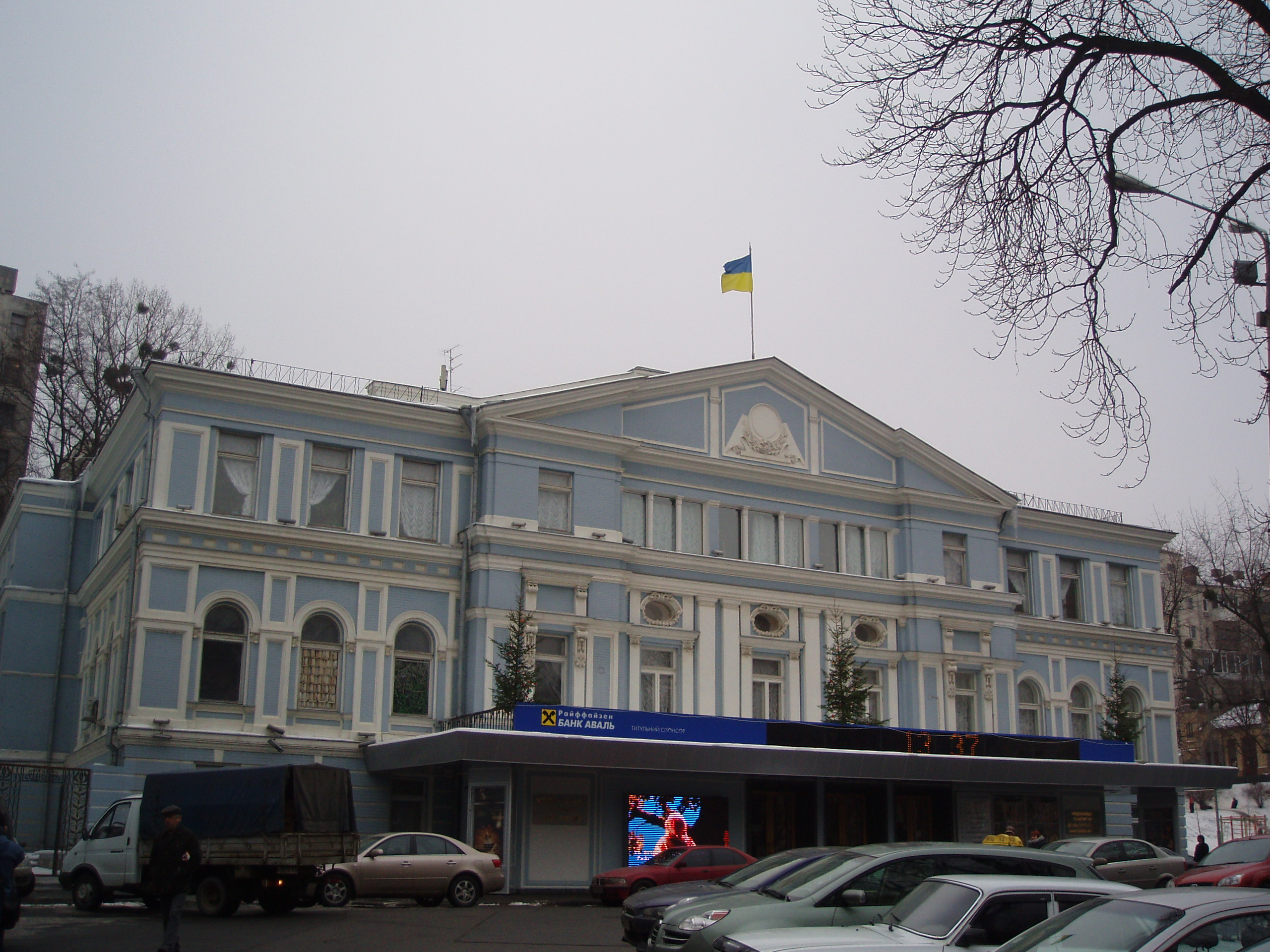
Національний академічний драматичний театр ім. Івана Франка
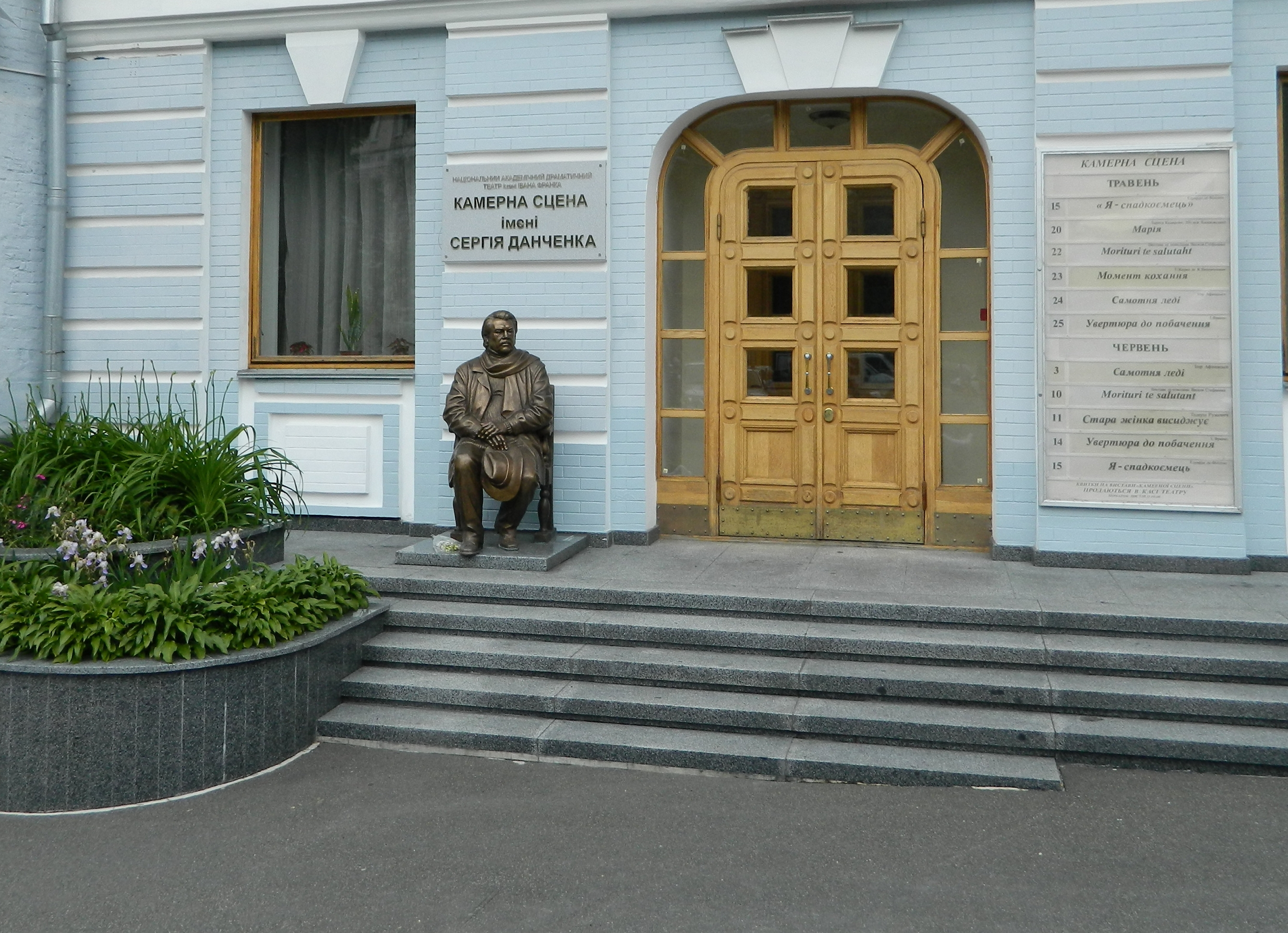
Вхід до Камерної сцени імені Сергія Данченка. Ліворуч скульптура С. Данченка
Пам'ятна споруда трансформаторної підстанції біля будинку «Київенерго»
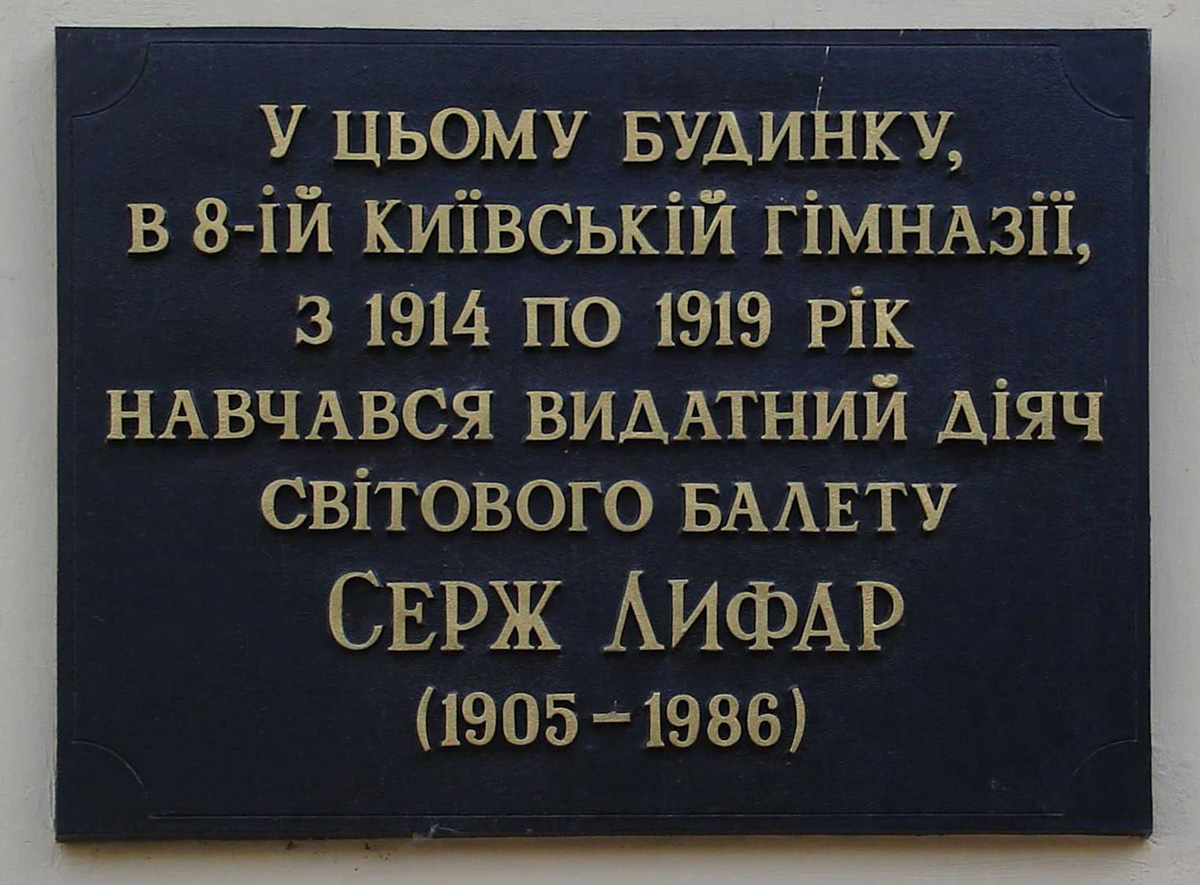
Меморіальна дошка на честь Сергія Лифаря
Пам'ятник Миколі Яковченку
Пам'ятник Гнатові Юрі у ролі солдата Швейка
Пам'ятник Іванові Франку